# Gordana Perkučin
Gordana Perkučin (ur. 7 maja 1962 w Novim Kneževacu) – serbska tenisistka stołowa, reprezentująca Jugosławię, brązowa medalistka olimpijska z Seulu, dwukrotna medalistka mistrzostw świata, mistrzyni i czterokrotna wicemistrzyni Europy.
Jej największym sukcesem sportowym w karierze był brązowy medal olimpijski. Startując w Seulu w 1988 roku w grze podwójnej kobiet w parze z Jasną Fazlić zajęła trzecie miejsce. Cztery lata później zdobyła również z tą zawodniczką mistrzostwo Europy w deblu. Dwukrotna medalistka mistrzostw świata.

## Najważniejsze osiągnięcia
- Brązowa medalistka igrzysk olimpijskich w Seulu (1988) w grze podwójnej w parze z Jasną Fazlić
- Srebrna medalistka Mistrzostw Świata 1989 w grze mieszanej z Zoranem Kaliniciem
- Brązowa medalistka Mistrzostw Świata 1979 w grze podwójnej z Erzsebetą Plalatinus
- Mistrzyni Europy w grze podwójnej w parze z Jasną Fazlić w 1992
- Wicemistrzyni Europy w grze pojedynczej (1980)
- Dwukrotna wicemistrzyni Europy w 1984 roku: w grze podwójnej w parze z Branką Batinić i drużynowo
- Wicemistrzyni Europy w grze mieszanej w parze z Iliją Lupulesku w 1986 roku